# Grijze kogelvingergekko
De grijze kogelvingergekko (Sphaerodactylus cinereus) of asgrijze gekkois een hagedis die behoort tot de gekko's en de familie Sphaerodactylidae.

## Uiterlijke kenmerken
Zowel mannetjes als vrouwtjes hebben een kopromplengte tot 32 millimeter exclusief de staart. De lichaamskleur is roodbruin met lichtere kleine vlekjes. De juvenielen echter zijn sterk gebandeerd en hebben een opvallende rode staart. In het verleden werden de jongen wel als een aparte soort beschouwd.

## Naam en indeling
De wetenschappelijke naam van de soort werd voor het eerst voorgesteld door Johann Georg Wagler in 1830. De soortaanduiding cinereus betekent vrij vertaald 'askleurig'.

### Ondersoorten
De soort wordt verdeeld in twee ondersoorten die onderstaand zijn weergegeven, met de auteur en het verspreidingsgebied.
| Naam                                | Auteur        | Verspreidingsgebied              |
| ----------------------------------- | ------------- | -------------------------------- |
| Sphaerodactylus cinereus cinereus   | Wagler, 1830  | Het grootste deel van het areaal |
| Sphaerodactylus cinereus stejnegeri | Cochran, 1931 | ?                                |

## Verspreiding en habitat
De soort komt voor in delen van de Caraïben en leeft in de landen en deelgebieden deAntillen, Hispaniola en Haïti. In de Verenigde Staten is de gekko uitgezet in Florida. De gekko leeft in bossen maar kan ook in gebieden voorkomen die door de mens zijn aangepast.
De habitat bestaat uit droge tropische en subtropische bossen en vochtige tropische en subtropische laaglandbossen. Ook in door de mens aangepaste streken zoals landelijke tuinen kan de hagedis worden gevonden. De soort is aangetroffen op een hoogte van 7 tot 706 meter boven zeeniveau.

## Beschermingsstatus
Door de internationale natuurbeschermingsorganisatie IUCN is de beschermingsstatus 'kwetsbaar' toegewezen (Vulnerable of VU).